# Nitobeia formosana
Nitobeia formosana är en tvåvingeart som beskrevs av Tokuichi Shiraki 1933. Nitobeia formosana ingår i släktet Nitobeia och familjen borrflugor.
Artens utbredningsområde är Taiwan. Inga underarter finns listade i Catalogue of Life.